# Birs
Birs (franc. "La Birse") este un afluent al Rinului amplasat în Munții Jura, Elveția. Râul are izvorul în Munții Jura la altitudinea de 762 m, la sud de Tavannes. Pe lungimea de 73 km, cursul lui are o diferență de altitudine de 514 m, la Basel se varsă în Rin.

Afluenți
La Trame, Ruisseau de Chaluet, La Challère, La Raus, La Scheulte, La Sorne, Ruisseau de Mettembert, Lützel, Wahlenbach, Lüssel, Ibach, Chastelbach, Seebach
Localități traversate
Delémont, Soyhières, Liesberg, Angenstein, Birseck, Reinach, Münchenstein, Basel
Bazin de colectare
922,3 km²